# 야다 아키코
야다 아키코(일본어: 矢田 亜希子, 1978년 12월 23일 ~ )는 일본의 배우이다.

## 정보
가나가와현 가와사키시 출신으로 1995년에 데뷔하였다. 소속사는 토요타 오피스.
중학교 2학년 때, 하라주쿠에서 쇼핑을 하다가 길거리 스카우트되어 연예계에 데뷔하게 되었다. 데뷔작은 1995년 TBS 드라마 《사랑한다고 말해줘》이다.
2002년에는 《마이 리틀 쉐프》로 첫 드라마 주연을 맡았으며, 《야마토 나데시코》(2001), 《사랑의 힘》(2002), 《하얀 거탑》(2003), 《내가 사는 길》(2003) 등 다수의 드라마에 출연하여 인지도를 높였다. 2004년 오다 유지와 함께한 후지TV 게츠쿠 드라마 《라스트 크리스마스》로 더욱 큰 인기를 얻었다.
2005년에는 며느리로 삼고 싶은 참한 연예인 1위로 선정된 적이 있다. 또한 일본 코카콜라 소켄비차음료, 카오(花王) 화장품, Aflac사의 TV-CM에 출연했다.
그러나 배우 야마모토 쇼고, 프로야구 선수 히라마츠 카즈히로와 사귀고 있다는 소문이 돌고, 2005년 TBS 드라마 《꿈에서 만나요》에서의 상대역이었던 가수 겸 배우 오시오 마나부와의 교제 보도이후 Aflac 회사와 계약이 2006년 7월 28일 종료되었다.
그 후 2006년 2분기 후지 TV 드라마 《톱 캐스터》에 출연했으나 큰 성과는 보이지 못했다.
2006년 11월 13일, 오시오 마나부와 결혼을 발표 했으며, 이듬해 2007년 11월 19일에 장남을 출산하였고 육아를 위해 당분간 활동중지를 선언하여, 팬들을 아쉽게 하였다.
2009년 1월 12일, 3년 만에 후지 TV 게츠쿠 드라마 《보이스 -생명없는 사람의 소리-》로 연예계에 복귀했으나 오시오 마나부의 계속된 스캔들과 불륜으로 별거에 들어갔으며, 급기야 오시오가 마약을 복용했을뿐 아니라 같이 있던 내연녀를 죽게 만들고 시체를 유기했다는 범행이 밝혀지면서 2009년 8월 정식으로 이혼하였다.
이후, 2살 된 아들과 함께 지내다 후지TV 토요프리미엄 드라마 《형사 나루사와 료:도쿄 테러, 사상 최악의 24시간》에서 2010년 5월 사카구치 켄지와 함께 형사로 열연하였다.

## 출연

### 드라마
- 2011년 : 위자료 변호사
- 2011년 : 시마시마
- 2010년 : 도망변호사
- 2010년 : 형사 나루사와 료 :도쿄 테러, 사상 최악의 24시간(후지)
- 2009년 : 보이스-생명없는 자의 목소리-(후지)
- 2006년 : 톱 캐스터(후지)
- 2005년 : 꿈에서 만나요 (TBS)
- 2004년 : 하얀거탑 특별판(후지)
- 2004년 : 라스트 크리스마스(ラストクリスマス, 후지)
- 2003년 : 하얀 거탑(白い巨塔, 후지)
- 2003년 : 핫 맨(ホットマン, TBS)
- 2003년 : 내가 사는 길(僕の生きる道, 후지)
- 2002년 : 마이 리틀 쉐프(TBS)
- 2002년 : 프렌즈(Friends, TBS)
- 2002년 : 사랑의 힘(戀ノチカラ, 후지)
- 2001년 : 사랑을 몇 년 쉬셨습니까?(戀を何年休んでますか,TBS)
- 2001년 : 나를 여관에 데려가줘(私を旅館に連れてって, 후지)
- 2001년 : 매우 기묘한 이야기(世にも奇妙な物語 SMAPの特別編)
- 2000년 : 야마토나데시코(やまとなでしこ, 후지)
- 2000년 : 매우 기묘한 이야기(世にも奇妙な物語 00'秋の特別編, 후지)
- 2000년 : 최면(催眠, TBS)
- 1999년 : 라센(らせん, 후지)
- 1999년 : 굿 뉴스(グッドニュ－ス)
- 1999년 : 링(リング ∼最終章∼, 후지)
- 1998년 : 二十六夜參り
- 1998년 : 하루모니아(ハルモニア∼この愛の涯て∼)
- 1998년 : SWEET SEASON(TBS)
- 1997년 : 우리들의 용기 미만도시(ぼくらの勇氣　未滿都市, NTV)
- 1997년 : 日だまり刑事∼容疑者リオの淚∼
- 1996년 : 독신생활(ひとり暮らし)
- 1996년 : 날개를 주세요!(翼をください!)
- 1995년 : 장남의 신부2(長男の嫁2∼實家天國∼)
- 1995년 : 사랑한다고 말해줘(愛していると言ってくれ, TBS)

### 영화
- 2000년 : 매우 기묘한 이야기(世にも奇妙な物語 映畵特別編【雪山】)
- 2000년 : 크로스 파이어(クロスファイア)
- 1999년 : 가라오케(カラオケ)
- 1997년 : 두근두근 메모리얼(ときめきメモリアル)

### 수상내역
- 2004년 : 라스트 크리스마스 - 닛칸스포츠 드라마 그랑프리(10-12월기) 여우주연상
- 2003년 : 내가 사는 길 - 일본 TV 드라마 아카데미상 여우조연상
- 2003년 : 내가 사는 길 - 닛칸스포츠 드라마 그랑프리 여우조연상
- 2003년 : 하얀 거탑 - 닛칸스포츠 드라마 그랑프리(10-12월기) 여우조연상
- 1995년 : 사랑한다고 말해줘 - 일본 TV 드라마 아카데미상 신인배우상